# Trypauchenichthys typus
Trypauchenichthys typus és una espècie de peix de la família dels gòbids i de l'ordre dels perciformes.

## Morfologia
- Els mascles poden assolir 18 cm de longitud total.
- Nombre de vèrtebres: 40-41.[4][5]

## Hàbitat
És un peix de clima tropical i demersal.

## Distribució geogràfica
Es troba a Àsia: les Filipines i Indonèsia.

## Observacions
És inofensiu per als humans.